# Robert Torricelli

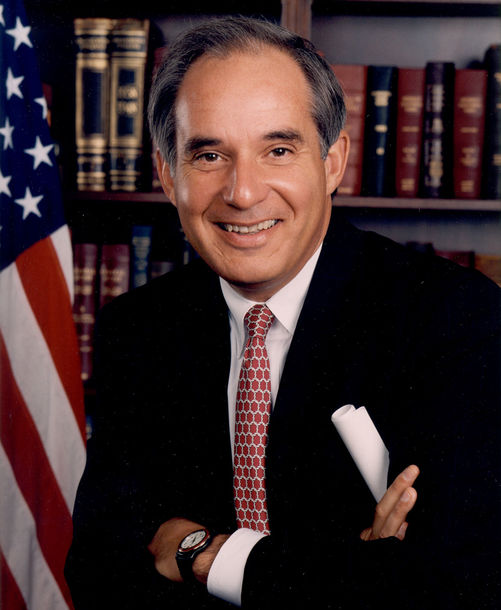
Robert G. Torricelli

Robert Guy Torricelli (* 27. August 1951 in Paterson, New Jersey) ist ein US-amerikanischer Politiker aus dem US-Staat New Jersey. Torricelli, der der Demokratischen Partei angehört, saß ab 1983 im US-Repräsentantenhaus, bevor er 1996 in den Senat der Vereinigten Staaten gewählt wurde. 1996 war er in einen Korruptionsskandal mit dem chinesischen Geschäftsmann David Chang verwickelt. Von seinen Anhängern erhielt er den Spitznamen „The Torch“ (Die Fackel).

## Leben
Robert Torricelli besuchte die Rutgers University, an der er 1974 mit dem Bachelor of Arts und 1977 als Juris Doctor abschloss. Während seiner Zeit an der Rutgers University war er Präsident der Rutgers College Governing Association, bis er wegen Missbrauchs von Geldern angeklagt wurde. 1978 wurde er in die New Jersey Bar Association aufgenommen; später besuchte er die Harvard University, welche er 1980 mit einem Master of Public Administration abschloss.
Torricelli hat drei Kinder mit Susan Holloway, von der er mittlerweile geschieden ist.

## Frühe politische Karriere
Torricelli arbeitete von 1975 bis 1977 als Assistent des Gouverneurs von New Jersey, Brendan Byrne. Ab 1978 war er für US-Vizepräsident Walter Mondale tätig, wo er für die Carter-Mondale-Kampagne in Illinois zuständig war. Bei der 1980 stattfindenden Democratic National Convention war er für die Carter-Mondale-Kampagne zuständig (Rules Committee). 1982 nutzte Torricelli seine politischen Kontakte für eine Kandidatur für den Kongress, die er mit 53 % zu 46 % gegen seinen republikanischen Rivalen Harold C. Hollenbeck gewann. Torricelli saß von 1983 bis 1996 als Vertreter des neunten Wahlbezirks von New Jersey im US-Repräsentantenhaus. Er war Initiator des 1992 vom US-Senat verabschiedeten und nach ihm benannten Torricelli Act, einem Gesetz, das der Verschärfung der US-Blockade gegen Kuba diente.

## Karriere im Senat
Torricelli wurde 1996 in den US-Senat gewählt. Er setzte sich gegen seinen republikanischen Rivalen Dick Zimmer durch und erhielt den durch den Mandatsverzicht des demokratischen Senators Bill Bradley vakant gewordenen Sitz. 2000 war Torricelli Vorsitzender des Democratic Senatorial Campaign Committee.
Nachdem Torricellis Verwicklung in den 1996 aufgedeckten Finanzskandal bekannt geworden war, entschied er sich gegen eine erneute Kandidatur.
2002 erlaubte der New Jersey Supreme Court der Demokratischen Partei, Torricellis Platz auf der Wahlliste durch US-Senator Frank Lautenberg zu ersetzen. Die Republikaner New Jerseys waren gegen dieses Vorgehen vor Gericht gezogen, da die Frist für Listenänderungen bereits abgelaufen war. Es wurde behauptet, dass Torricelli diese Entscheidung erst getroffen hätte, als örtliche Umfragen erstmals ergaben, dass der Skandal Torricellis Chance auf eine Wiederwahl hoffnungslos zunichtegemacht hatte.
2003 sammelte Torricelli Geld für die Präsidentschaftskandidatur von John Kerry und spendete Geld für die 527er-Gruppe, genannt Americans for Jobs and Health Care, die kontroverse Anzeigen mit einer Gegenüberstellung des linksgerichteten Kandidaten Howard Dean mit Osama bin Laden schaltete.